# 西雅图市徽
西雅图市徽（Seal of Seattle）由内外两圈组成。内圈中央为西雅图酋长的肖像，肖像上方为“CITY OF SEATTLE”，下方为西雅图的成立年份1869年。外圈顶端为“CORPORATE SEAL OF THE”，底端为两颗松球，左右各簇拥着一条海豚。
西雅图市徽于1937年被采用。